# アレクサンドラ・ヤゲーロ
アレクサンドラ・ヤギェウォ（Aleksandra Jagieło、女性、1980年6月2日 - ）は、ポーランドの元バレーボール選手。元ポーランド代表。

## 来歴
1999年、Bialski Klub Sportowy Bielsko-Białaに入団し、プロとしてのキャリアを開始する。2001年、ポーランド代表に初選出される。2002年にドイツで開催された世界選手権で三大大会初出場を果たす。2003年の欧州選手権で初優勝に貢献し、同年のワールドカップへ出場した。
2005年には代表チームの主将を務め、同年の欧州選手権で連覇を達成した。その後は代表から離れていたが、2009年に復帰すると地元で行われた欧州選手権で銅メダルを獲得した。2010年の世界選手権へは再び主将としてチームを牽引した。

## 球歴
- 世界選手権 - 2002年、2010年
- ワールドカップ - 2003年
- 欧州選手権 - 2001年、2003年、2005年、2009年
- ワールドグランプリ - 2004年、2005年、2006年、2009年

## 所属クラブ
- Bialski Klub Sportowy Bielsko-Biała（1999-2004年）
- River Volley Piacenza（2004-2007年）
- ムシニアンカ・ムシナ（2007-2014年）
- チェミック・ポリツェ（2014-2017年）
- BKS Profi Credit Bielsko-Biała（2017-2018年）